# Эстигаррибия, Хосе Феликс (дипломат)
Хосе Феликс Фернандес Эстигаррибия (исп. José Félix Fernández Estigarribia; 4 февраля 1941, Асунсьон, Парагвай) — парагвайский политик и дипломат.

## Биография
Выпускник юридического факультета Асунсьонского национального университета. В 1963 году получил диплом юриста и лучшего выпускника. Работал нотариусом, с 1965 года на факультете права и социальных наук Национального университета Асунсьона. Позже получил свидетельство дипломированного дипломата в Католическом университете Асунсьона.
Стажировался на курсах политологии в американской школе демократического образования в Сан-Хосе (Коста-Рика), 1966), в Университете Лойолы в Новом Орлеане (Соединенные Штаты Америки, 1970) и Гаагской академии международного права (Нидерланды, 1986).
Защитил докторскую диссертацию в области дипломатии в Джорджтаунском университете (1971).
Участвовал в работе семинара по политическим отношениям между США и Латинской Америкой (1983), семинара по политической истории Парагвая (1985).
Профессор международного права.

## Занимаемые должности и посты
- Секретарь по международным отношениям (1982—1984), член политического комитета (1980-84 и 1986-88).
- Второй вице-президент Палаты депутатов Республики Парагвай (1989).
- Представитель Парагвая на Генеральной Ассамблеи Организации Объединенных Наций (1989 и 1990).
- Делегат Парагвая на XX Генеральной Ассамблее Организации американских государств (ОАГ) в Асунсьоне (1990) и XXI Генеральной Ассамблее Организации американских государств (ОАГ) в Сантьяго-де-Чили (1991).
- Заместитель председателя комитета по иностранным делам Палаты депутатов (1991).
- Лидер фракции Аутентичной радикальной либеральной партии (1992).
- Вице-президент парагвайского парламентской комиссии Меркосур (1991).
- Заместитель председателя Аутентичной радикальной либеральной партии (1992).
- Председатель Комитета по иностранным делам Сената (1993).
- Президент парагвайского парламентской комиссии Меркосур (1993).
- Чрезвычайный и Полномочный посол Республики Парагвай в Организации Объединенных Наций (ООН) в Нью-Йорке (1993—1997).
- Глава делегации на Совещании по вопросам государственного управления и развития, Нью-Йорк (апрель 1996).
- В 1998—2003 — сенатор в Конгресс Парагвая. Председатель Комитета по иностранным делам и международным делам в Конгрессе (1998).
- Дважды был министром иностранных дел Парагвая, в 1999—2000 годах в правительстве Луиса Гонсалеса Макки, а затем в 2012—2013 годах в правительстве Федерико Франко.
- Чрезвычайный и Полномочный посол Республики Парагвай в Мексиканских Соединенных Штатах (2002), одновременно Чрезвычайный и Полномочный Посол Республики Парагвай в Гватемале (2002).
- Советник по правовым вопросам международного публичного права Министерства иностранных дел Республики Парагвай (2013-…).

Был также генеральным секретарём Латиноамериканской ассоциации интеграции с 2009 по 2011 год.
Автор книг (в соавт.) «Транснациональные компании в Парагвае», «Международная политика, экономика и интеграция» (1985), «Международное общество и авторитарное государство Парагвая» (1987).

## Награды и отличия
- Член-корреспондент Института политического и конституционного права Национального университета Ла-Плата (Аргентина).
- Член-корреспондент Института политической и экономической интеграции стран Латинской Америки.
- Член-академик Института законодательных исследований Аргентины Федерации ассоциаций и др.